# Транснефть
«Трансне́фть» — российская нефтепроводная компания, контролируемая государством. Оператор магистральных нефтепроводов и нефтепродуктопроводов. Штаб-квартира — в Москве.
«Транснефть» — крупнейшая в мире нефтепроводная компания, владеет 68 тысячами километров магистральных трубопроводов, более 500 перекачивающими станциями, более 24 млн кубометров резервуарных ёмкостей. Компания транспортирует 83% добываемой в России нефти и 30% произведённых в России нефтепродуктов.
Протяжённость магистральных нефтепроводов ПАО «Транснефть» составляет 50,8 тысяч км, нефтепродуктопроводов — 16,4 тысяч км.
Из-за войны на Донбассе и вторжения России на Украину, компания находится под международными санкциями Евросоюза, США, Великобритании и ряда других стран.

## История
Компания является правопреемником Главного производственного управления по транспортировке и поставкам нефти (Главтранснефть) Миннефтепрома СССР. В виде открытого акционерного общества «Транснефть» зарегистрирована Московской регистрационной палатой 26 августа 1993 года.
16 апреля 2007 года президент России Владимир Путин подписал указ о присоединении к «Транснефти» компании «Транснефтепродукт» путём внесения принадлежащих государству 100 % акций «Транснефтепродукта» в качестве вклада России в уставный капитал «Транснефти».
С 1 января 2012 года «Транснефть» ввела новый фирменный стиль. В привычный для компании сине-белый цвет был добавлен красный. Форма изображения и написания также были видоизменены. Изменения коснулись и слогана организации, который теперь звучит следующим образом: «Приводим в движение нефть, чтобы она приводила в движение все остальное». Окончательный переход «Транснефти» на новую корпоративную символику завершён в конце 2012 года.
В январе 2011 года «Транснефть» совместно с предпринимателем Зиявудином Магомедовым приобрела компанию Kadina Ltd, которой принадлежал контрольный пакет (50,1 %) Новороссийского морского торгового порта. Продавцами по сделке (сумма сделки, составившая $2,5 млрд, по данным газеты «Ведомости» почти на 80 % превышала рыночную оценку, складывавшуюся на тот момент), выступили семьи председателя совета директоров НМТП Александра Пономаренко и депутата Госдумы Александра Скоробогатько (получили вместе около $2 млрд) и структуры Аркадия Ротенберга (получил около $500 млн).
В апреле 2016 года «Транснефть» приобрела для своей штаб-квартиры офисное пространство в башне Эволюция в Москва-Сити. 79 тысяч м² могли обойтись компании в 19,7-23,7 млрд рублей (или $303–364 млн).
С 21 июля 2016 года компания ОАО «Транснефть» была переквалифицирована в Публичное акционерное общество (ПАО «Транснефть»)
В 2023 году ПАО "Транснефть" отметила 30-летний юбилей. Несмотря на беспрецедентные санкции против России, «Транснефть» в 2022 приняла в трубопроводную систему на 4,5% больше нефти, а экспортные поставки выросли примерно на 20%.
Госкомпания формировала отряды из собственных сотрудников для участия в войнах в Чечне и вторжении России на Украину.

## Деятельность
Основные направления деятельности «Транснефти»:
- транспортировка нефти и нефтепродуктов по трубопроводной системе на территории России и за её пределами;
- диагностические, профилактические и аварийно-восстановительные работы;
- обеспечение охраны окружающей среды в районах, где проходит трубопроводная система.

«Транснефть» и её дочерние общества располагают крупнейшей в мире системой нефтепроводов (в том числе нефтепровод «Дружба»), длина которой составляет 47 455 км, а также сетью нефтепродуктопроводов, ранее принадлежавших «Транснефтепродукту» длиной 19 476 км (на июль 2008 года).
Тарифы на услуги по перекачке, перевалке и наливу нефти «Транснефти» как естественной монополии регулируются Федеральной антимонопольной службой.
«Транснефть» совместно с предпринимателем Зиявудином Магомедовым через компанию  Kadina Ltd контролирует Новороссийский морской торговый порт (а тому, в свою очередь, принадлежит Приморский торговый порт). В совокупности через эти два порта проходит 75 % нефти, поставляемой Россией через европейские порты.

### Основные нефтепроводы
- Нефтепровод Восточная Сибирь — Тихий океан
- Нефтепровод Заполярье — Пурпе — Самотлор
- Нефтепровод Куюмба — Тайшет
- Балтийская трубопроводная система — 2 (БТС-2)
- Нефтепровод Сковородино — Мохэ — Дацин
- Балтийская трубопроводная система (БТС)
- Нефтепровод Дружба
- Участие в Каспийском трубопроводном консорциуме (28,2 млн тонн в год)
- Нефтепровод Баку — Новороссийск

### Структура компании
Компания управляет следующими дочерними обществами:
| Транспортные организации | Прочая деятельность |
| --- | --- |
| Транспортировка нефти - АО «Транснефть - Урал» - АО «Транснефть – Западная Сибирь» - АО «Транснефть – Прикамье» - АО «Транснефть – Сибирь» - АО «Транснефть – Дружба» - АО «Транснефть – Центральная Сибирь» - АО «Черномортранснефть» - АО «Транснефть – Верхняя Волга» - ООО «Транснефть – Балтика» - АО «Транснефть – Приволга» - АО «Транснефть – Север» - ООО «Транснефть – Восток» - ООО «Транснефть – Дальний Восток» Транспортировка нефтепродуктов - АО «Транснефтепродукт» - АО «Средне-Волжский Транснефтепродукт» | - ООО «Транснефть – Медиа» - ООО УК Транснефть Инвест - OOO «Tранснефть Финанс» - ООО «Транснефть – Порт Приморск» - ООО «Транснефть – Порт Козьмино» - ООО «Транснефть – Порт Усть-Луга» - АО «РЭД» - ООО «ЦУП ВСТО» - АО «Транснефть – Подводсервис» - АО «Гипротрубопровод» - АО «Связьтранснефть» - АО «Транснефть – Диаскан» - АО «Транснефть – Метрология» - ООО «Транснефтьэнерго» - ООО «ТЭС» - ООО «Транснефть-Сервис» - АО «Транснефть – Терминал» - АО «Транснефть - Сервис» - ООО «НИИ Транснефть» - OOO «Tранснефть Hадзор» - ООО «Транснефть Телеком» - ООО «Транснефть-Логистика» - ООО «Транснефть - ТСД» - АО «ТОМЗЭЛ» - ООО «Транснефть-Охрана» - АО «ТНН» - ООО «Транснефть - Технологии» - АО «ПРОМСФЕРА» - ООО «ТИХОРЕЦК–НАФТА» |

### Показатели деятельности
Выручка Группы «Транснефть» по МСФО за 2020 год — 962,4 млрд рублей.
Объем транспортировки нефти в 2020 году составил 442,2 млн тонн (в 2019 — 485 млн тонн, в 2018 — 480 млн тонн).
Объем транспортировки нефтепродуктов в 2020 году составил 37,9 млн тонн (в 2019 — 37,9 млн тонн, в 2018  — 39,2 млн тонн).
В результате приобретения пакета акций в сентябре 2018 года группа получила контроль над ПАО «Новороссийский морской торговый порт» и его дочерними компаниями. Эффективная доля группы в ПАО «НМТП» увеличилась с 37% до 63%. В 2020 году Группа «НМТП» обработала 110,6 млн т грузов, что составило 13,5% общего грузооборота российских морских портов .
Показатель операционных расходов (без износа и амортизации, налогов и реализации нефти на экспорт) снизился на 3,2% относительно инфлированных операционных расходов 2017 года.Показатель EBITDA группы «Транснефть» в 2020 году составил 442,6 млрд руб., что на 43,6 млрд руб. или 9% ниже показателя 2019 года.
«Транснефть» зависима от тарифов на транспортировку нефти, которые устанавливает Федеральная антимонопольная служба.
ПАО «Транснефть» заняло 14-е место в глобальном рейтинге 250 крупнейших нефтегазовых и энергетических корпораций мира, проведённом американским агентством S&P Global Platts (The S&P Global Platts Top 250 Global Energy Company Rankings) и 1 место в мире среди профильных компаний (хранение и транспортировка нефти и газа).
94 % оборудования, которое используется в системе «Транснефть», производится на российских предприятиях. Многие позиции производятся самостоятельно, на собственных заводах «Транснефти».
Международная консалтинговая компания KPMG по заказу ПАО «Транснефть» подготовила краткий обзор ключевых показателей деятельности ПАО «Транснефть» и сопоставимых зарубежных компаний за 2016–2017 годы. Исследование подтвердило отсутствие среди зарубежных трубопроводных компаний аналогов ПАО «Транснефть», сопоставимых с компанией по масштабам трубопроводной деятельности с точки зрения ключевых производственных показателей (грузооборот, объём транспортировки, плечо транспортировки, протяжённость трубопроводов, выручка от транспортировки). В 2017 году средневзвешенный тариф ПАО «Транснефть» на транспортировку нефти (0,89 долл. США на 100 ткм), был более чем в 2 раза ниже медианного значения выборки. По данным KPMG, указанное значение тарифа является одним из самых низких среди компаний, занимающихся трубопроводной транспортировкой нефти.
ПАО «Транснефть» с момента погрузки первого танкера в 2001 году отгрузило на экспорт через ООО «Транснефть - Порт Приморск» (Ленинградская область) в общей сложности миллиард тонн нефти. Юбилейная, миллиардная тонна была отгружена 27 мая 2021 года на танкер Tigani.
В середине декабря 2022 года глава «Транснефти» Николай Токарев сообщил, что «несмотря на все проблемы и вызовы» за одиннадцать прошедших месяцев экспорт по системе компании увеличился на 20% по сравнению с аналогичным периодом 2021 года. Отгрузки морем, по его словам, выросли на 25%. Токарев также заявил, что несмотря на озвученные отказы от поставок из России, «Транснефть получила заявки на прокачку нефти от Польши — на декабрь (360 тыс тонн) и весь 2023 год (3 млн тонн), а также от Германии — на первый квартал следующего года.
По результатам 2022 года ПАО "Транснефть" выплатила рекордные дивиденды в общей сумме 120,8 млрд  руб., или 16,7 тыс. руб. на одну обыкновенную и одну привилегированную акции, что превысило прогнозы аналитиков.
Чистая прибыль «Транснефти» по МСФО в первом полугодии 2023 года выросла в полтора раза по сравнению с аналогичным периодом прошлого года (126,365 миллиарда) и составила 187,595 миллиарда рублей, следует из отчета компании. Выручка «Транснефти» за отчетный период увеличилась на 3,5%, до 636,681 миллиарда рублей. Показатели оказались лучше консенсус-прогноза.

### Рейтинги
- Рейтинговое агентство «Эксперт РА» в 2017 году присвоило рейтинг кредитоспособности нефинансовой компании «Транснефть» на уровне ruAAA. Прогноз по рейтингу - стабильный. Рейтинг ежегодно подтверждается (2017-2023)[31].
- В 2020 году НКР присвоило «Транснефти» кредитный рейтинг AAA.ru со стабильным прогнозом, оценка ежегодно подтверждается (2020-2024)[32].

### Награды
- Указом Президента РФ В.В. Путина №234 от 3 апреля 2023 года коллектив ПАО «Транснефть» награжден Почётным знаком Российской Федерации «За успехи в труде» за большой вклад в развитие топливно-энергетического комплекса и высокие показатели в производственной деятельности[33][34]
- Почётная грамота Совета МПА СНГ (16 апреля 2015 года, Межпарламентская ассамблея СНГ) — за активное содействие в организации и проведении акции Межпарламентской Ассамблеи государств — участников СНГ «Эстафета Памяти»[35]

## Акционеры и руководство
100 % обыкновенных акций (78,55 % капитала) «Транснефти» принадлежат государству (в управлении «Росимущества»). В свободном обращении находятся привилегированные акции (21,45 % уставного капитала). Около 53,57 % привилегированных акций «Транснефти» находится в доверительном управлении ЗПИФ «Газпромбанк — финансовый», основной пайщик которого с 57,4 % — «Транснефть-инвест».
Президент компании с 2007 года — Николай Токарев (контракт действует до 2024 года). С 31 августа 2015 года председателем совета директоров является министр энергетики России Александр Новак.
В числе крупных миноритариев «Транснефти» в разные годы были холдинг «Интеррос», продавший в 2003 году около 20 % «префов», а также фонды Prosperity Capital Management, East Capital International и Vostok Nafta Investment, собравшие к 2010 году суммарно около 17 % привилегированных акций. В декабре 2014 года глава компании Николай Токарев говорил, что у компании остался только один крупный миноритарий.
Предположительно с ноября 2011 года фонд United Capital Partners скупал привилегированные акции в интересах госкомпании, желавшей собрать все «префы» в свободном обращении. По данным «Транснефти» на январь 2016 года, UCP владел около 71 % от общего числа префов, или 15,5 % от уставного капитала компании. По информации РБК, в декабре 2015 года «Транснефть» и UCP обсуждали сделку по выкупу собранного пакета акций, но в последний момент глава «Транснефти» отказался: на тот момент 1,1 млн привилегированных акций «Транснефти» на Московской бирже стоили около 194,3 млрд руб. (∼$2,8 млрд), фонд запросил за свой пакет $2,9 млрд.
В 2016 году «Транснефть» планировала провести допэмиссию привилегированных акций и привлечь таким образом в компанию 30-50 млрд рублей. Фонд UCP заявлял о возможности голосовать против эмиссии, если её условия будут ущемлять интересы существующих миноритариев.
4 июля 2025 года вицепрезидент «Транснефти» Андрей Бадалов выпал с балкона 14-го этажа дома на Рублевском шоссе.

## Аварии на объектах компании
Разлив нефти под Новосибирском
В Московском районе Новосибирской области 26 декабря 2008 года произошла утечка нефти. Утечка была ликвидирована, однако в 2010 году стали появляться новые сообщения о выходе нефти, в частности видеообращение жителей села Мошково. По заявлению представителя компании Надежды Вавилиной, на октябрь 2010 «экологической катастрофы, описываемой некоторыми изданиями, там не наблюдается».
Согласно акту расследования причин разлива нефти, общий объём вытекшей нефти составил 7 м³, из них 1 м³ попал в реку Балта, остальные были собраны и закачаны обратно в трубопровод. Ущерб, нанесённый экологии, составил 4,269 миллиона рублей. В постановлении департамента природных ресурсов Новосибирской области сказано, что вода в реке Балта в районе утечки полностью пригодна для ведения сельскохозяйственных и рыбохозяйственных работ. Земельный участок в районе 744 километра нефтепровода Омск-Иркутск также полностью пригоден для ведения садоводческих работ.
Разлив нефти под Ленском
20 января 2010 в 30 км от города Ленска из-за прорыва трубы нефтепровода ВСТО во время планового ремонта произошла утечка 450 м³ нефти, которые вылились на грунт. Площадь загрязнения составила 20 тыс. м². На территории Ленского района был введён режим чрезвычайной ситуации. Позднее было сообщено, что утечка нефти была обнаружена 20 января при патрулировании трубопровода.
В ликвидации аварии принимало участие 196 человек и 40 единиц техники, к утру 21 января работы были закончены. К 25 января было собрано около 150 м³ нефтепродуктов, очищено более двух тысяч квадратных метров загрязнённой территории.
Сообщается, что журналистов не пускали к месту аварии, а разлив нефти назвали разливом моторного масла. Однако эта информация первоначально имела отношение к т. н. «Олёкминскому разливу». Информация о нём активно обсуждалась на заседании якутского парламента, но облёты МЧС и обход трассы так и не выявили утечек.

## Критика

### Строительство Восточного нефтепровода
В феврале 2008 года Счётная палата РФ начала проверку расходования средств на строительство ВСТО. В том же месяце экс-президент Транснефти Семён Вайншток сообщил, что проверку ВСТО также осуществляет созданная новым руководством Транснефти комиссия. Вайншток заявил: «Стояла конкретная задача — вывести всех на чистую воду. Так что если есть желание найти — найдут». 2 февраля 2009 года Счётная палата сообщила о завершении проверки ВСТО. В сообщении Счётной палаты говорилось, что 78,5 млрд рублей из почти 250 млрд рублей, затраченных на ВСТО до конца первого полугодия 2008 года, было распределено «без проведения конкурсов», что свидетельствует о том, что нормативные документы «Транснефти» содержат «расширительное толкование случаев привлечения подрядных организаций без проведения конкурсов». 24 марта 2010 года глава Счётной палаты РФ Сергей Степашин во время своего выступления в Госдуме сообщил, что проведённая проверка Счётной палаты выявила сумму ущерба при строительстве ВСТО в 3,5 млрд рублей и что по этому факту в отношении руководства Транснефти было возбуждено уголовное дело.
16 ноября 2010 года Алексей Навальный опубликовал документы, по словам Навального, содержащие сведения о крупных хищениях в ходе реализации проекта ВСТО. Навальный заявил, что общая сумма хищений по всем документам, которые у него имеются, составляет более 120 млрд руб. По словам Навального, эти документы являются результатом внутренней проверки строительства ВСТО экспертами «Транснефти». Вслед за заявлением Навального последовал ряд публикаций в СМИ.
Первоначально руководство Транснефти отказалось как-либо комментировать эти документы, мотивировав это тем, что блог Навального не является средством массовой информации. Однако позднее глава Транснефти Николай Токарев в интервью телеканалу «Россия-24» отверг обвинения Навального, обвинив его в вычислении суммы ущерба методом экстраполяции. При этом публиковать отчёт Счётной палаты Токарев отказался, ссылаясь на то, что он «содержит много конфиденциальной информации о проекте ВСТО».
Глава Счётной палаты Сергей Степашин заявил, что ранее проведённая проверка Счётной палаты не выявила $4 млрд хищений. Навальный в свою очередь обвинил Степашина в укрывании преступлений, заявив, что никто из опровергающих факт хищений не указывает на фальсификацию предоставленных документов. Аудитор Счётной палаты Михаил Бесхмельницын заявил, что скандал мог быть поднят по заказу участников передела рынка в Юго-Восточной Азии. Он отметил, что озвученная в марте 2010 года Степашиным в отчёте о работе Счётной палаты за год сумма ущерба составила 3,5 млрд рублей. Навальный утверждал, что по этому факту не было возбуждено никаких уголовных дел. Это заявление Навального противоречит заявлению Степашина от 24 марта 2010 года, что уголовное дело было возбуждено.
29 декабря 2010 года премьер-министр Владимир Путин заявил, что проверкой дела займётся прокуратура. Позже, 28 сентября 2011 года, на встрече с писателями председатель правительства России на вопрос о хищении ответил: «Уверяю вас, если бы было что-то уголовно наказуемое, там бы уже сидели за решёткой».

### Благотворительная деятельность
Ежегодно вследствие неточной работы приборов учёта нефти в трубопроводной системе «Транснефти» образуются излишки. Данные излишки продаются самой «Транснефтью», а вырученные средства, по сведениям самой компании, направляются на благотворительные цели. Всего в 2007 году транспортная монополия отправила на благотворительность 7,2 млрд руб. (в 2006 году — 5,3 млрд руб.), из них 644 млн руб. получил фонд «Содействие», а 422 млн руб. — межрегиональный общественный фонд содействия федеральным органам государственной охраны «Кремль-9» (создан в 2001 году для «поддержки сотрудников и ветеранов ФСО»). В 2009 году на указанные цели было направлено 3,2 млрд руб., в 2010 году — не менее 3,98 млрд руб.
«Транснефть» неоднократно критиковалась (в том числе и общественным деятелем Алексеем Навальным, являющимся миноритарным акционером компании) за непрозрачность осуществляемых «благотворительных» трат. После 2007 года компания, контролирующая государственную систему нефтепроводов, не раскрывала список получателей данных денежных средств.
В 2011 году «Транснефть» впервые официально опубликовала сведения о своих благотворительных тратах, после чего выяснилось, что с 1 января по 15 июля 2011 года компания потратила на эти цели 3,21 млрд руб., из них 52 млн руб. пошло на помощь детским учреждениям, а 2,55 млрд руб. (почти 80 % расходов) было перечислено международному благотворительному фонду «Константиновский» (его совет возглавляет Владимир Кожин, на 2011 год бывший руководителем Управления делами Президента России).

### Конфликт с акционерами
В феврале 2016 года крупнейший владелец привилегированных акций «Транснефти» фонд United Capital Partners подал иск в Арбитражный суд Москвы. Предметом иска стало требование о доплате по дивидендам. По мнению UCP, компания ущемила права владельцев привилегированных акций и в нарушение применимого законодательства установила дивиденд на одну привилегированную акцию за 2013 год меньше, чем дивиденд на одну обыкновенную. 18 ноября 2016 года суд отклонил иск UCP к «Транснефти» о взыскании дополнительных дивидендов за 2013 год.
В интервью РБК Илья Щербович также отмечал занижение «Транснефтью» прибыли на головной компании, когда 90 % от всей прибыли остаётся на дочерних компаниях трубопроводной компании. Представитель «Транснефти» в том же материале РБК ответил на высказывание Щербовича: «Финансирование всех строек ведётся через дочерние компании, поэтому, естественно, прибыль остаётся там».

### Конфликт со «Сбербанком»
23 июня 2017 года арбитражный суд Москвы посчитал действия «Сбербанка» при заключении сделки валютного расчётного опциона с Транснефтью в 2013 году недобросовестными: банк действовал исключительно в собственных интересах и не проинформировал компанию надлежащим образом о всех связанных со сделкой рисках, воспользовавшись неспособностью «Транснефти» оценить их самостоятельно. Суд постановил признать недействительной сделку с барьерными опционами, в результате которой «Транснефти» пришлось выплатить «Сбербанку» 67 миллиардов рублей из-за ослабления рубля в 2015 году. Суд посчитал эту сумму «сверхприбылью» банка, отклонив его довод о несении сопоставимых расходов по сделке. Банк подал апелляцию. Девятый арбитражный апелляционный суд отменил принятое решение о признании сделки недействительной. Это решение, в свою очередь, было оспорено «Транснефтью». 28 декабря 2017 года стороны объявили о заключении мирового соглашения.